# Устименко, Александр Лукич
Устименко Александр Лукич (30 августа 1903, Юзовка, Екатеринославская губерния — 1996, Кривой Рог, Днепропетровская область) — советский партийный и хозяйственный деятель, Почётный гражданин Кривого Рога (1982).

## Биография
Родился 30 августа 1903 года в посёлке Буденновское (ныне Будённовского района Донецка).
Трудовую деятельность начал в 1915 году токарем на шахтах Донбасса. В 1922 году — секретарь партийного комитета на шахте имени Володарского.
В 1926 году окончил Коммунистический университет имени Артёма в Харькове. С 1926 по 1932 год — инструктор окружного комитета КП(б)У, заведующий отделом Артёмовского районного отдела Луганской области. В 1932—1940 годах — на военной службе в Красной армии.
Участник Великой Отечественной войны, подполковник. С 1943 года — помощник начальника, начальником аэродромов в Свердловске, Ростове-на-Дону и Кривом Роге, начальником политотдела 49-й и 270-й авиационных бомбардировочных дивизий Южного фронта.
В 1946—1950 годах — заведующий отделом, секретарь, а в 1950—1955 годах — первый секретарь Центрально-Городского районного комитета КП Украины в Кривом Роге.
В 1955—1963 годах — заместитель управляющего трестом «Кривбассгеология».
Активный участник восстановления Кривбасса. Руководил строительством аэродрома, Криворожского горнорудного института, 3-й городской больницы, школ.
После выхода на пенсию — персональный пенсионер союзного значения. Занимался общественной деятельностью, был наставником молодёжи.
Умер в 1996 году в Кривом Роге.

## Награды
- Орден Красной Звезды (03.04.1943)[2];
- Орден Октябрьской Революции;
- Почётный гражданин Кривого Рога (17.03.1982);
- Орден Отечественной войны 2-й степени (06.04.1985)[3].